# Interdykt posesoryjny
Interdykt posesoryjny – środek ochrony posesoryjnej w prawie rzymskim. Interdykty chroniły posiadanie uznane przez prawo pretorskie (possessio ad interdicta). Postępowanie sądowe bywało uciążliwe, a w dodatku przystosowane nie tyle do ochrony samego posiadania, co prawa własności. Interdykty pretora określały podstawowe zasady, która ze stron powinna utrzymać się przy rzeczy spornej w danej sytuacji. W związku z tym w starożytnym Rzymie posiadacze chętnie korzystali z pozaprocesowej, szybszej i sprawniejszej ochrony ze strony organów państwa. Istniały trzy typy interdyktów posesoryjnych: retinendae possessionis (utrzymanie istniejącego posiadania), recuperandae possessionis (odzyskanie utraconego posiadania) oraz adipiscendae possessionis (do nabycia nowego posiadania).

## Interdicta retinendae possessionis
W interdyktach tego typu pretor ustalał, która ze stron utrzyma się przy posiadaniu rzeczy spornej. Istniały dwa interdykty retinendae possessionis:
- interdykt utrubi – dotyczył rzeczy ruchomych (res mobiles), szczególnie niewolników. Przyznawał on rzecz temu przeciwnikowi, który przez ostatni rok dłużej był w jej posiadaniu w sposób niewadliwy,
- interdykt uti possidetis – dotyczył nieruchomości (res immobiles). Przy posiadaniu rzeczy miał się utrzymać ten, kto w chwili wydania interdyktu był posiadaczem niewadliwym.

## Interdicta recuperandae possessionis
Interdykty posesoryjne recuperandae possessionis służyły do odzyskania posiadania wyraźnie utraconego. Istniały trzy interdykty tego typu:
- interdykt unde vi – przysługiwał niewadliwemu posiadaczowi, którego siłą wyzuto z jego nieruchomości zabrano. Moc interdyktu chroniła go przez rok od chwili odebrania rzeczy nieruchomej,
- interdykt de vi armata – dokument ten był mocniejszą odmianą unde vi. Był stosowany w czasie konfliktów wewnętrznych z ostatniego wieku republiki. Działał na podobnej zasadzie co poprzedni, lecz usunięto roczny termin do wniesienia i objęto jego mocą wszystkich posiadaczy, nawet wadliwych, pod warunkiem, że wybicie z posiadania nastąpiło z użyciem broni (choćby kija lub kamieni),
- interdykt de precario – służył przeciw prekarzyście, który nie zwrócił rzeczy otrzymanej w precarium.

## Interdicta adipiscendae possessionis
Interdykty posesoryjne adipiscendae possessionis służyły do nabycia nowego posiadania. Istniały dwa interdykty tego typu:
- interdykt quorum bonorum – umożliwiał wejście dziedzicom prawa pretorskiego w posiadanie rzeczy spadkowych,
- interdykt Salwiański – dotyczył wejścia w posiadanie inwentarza zastawionego przy umowie dzierżawy.